# Rhipidia multifida
Rhipidia multifida är en tvåvingeart som beskrevs av Alexander 1926. Rhipidia multifida ingår i släktet Rhipidia och familjen småharkrankar. Inga underarter finns listade i Catalogue of Life.